# Asterivora
Asterivora is een geslacht van vlinders van de familie glittermotten (Choreutidae), uit de onderfamilie Choreutinae.

## Soorten
- A. albifasciata (Philpott, 1924)
- A. analoga (Meyrick, 1912)
- A. antigrapha (Meyrick, 1911)
- A. barbigera (Meyrick, 1915)
- A. colpota Meyrick, 1911
- A. combinatana (Walker, 1863)
- A. chatuidea (Clarke, 1926)
- A. exocha Meyrick, 1907
- A. fasciata (Philpott, 1930)
- A. homotypa Meyrick, 1907
- A. inspoliata (Philpott, 1930)
- A. iochondra Meyrick, 1911
- A. lampadias Meyrick, 1907
- A. marmarea Meyrick, 1888
- A. microlitha Meyrick, 1888
- A. ministra Meyrick, 1912
- A. nivescens (Philpott, 1926)
- A. oleariae Dugdale, 1979
- A. symbolaea Meyrick, 1888
- A. tillyardi (Philpott, 1924)
- A. tristis (Philpott, 1930)
- A. urbana (Clarke, 1926)
- A. zomeuta (Meyrick, 1912)